# The Preachers of Neverland
The Preachers of Neverland var en svensk musikgrupp (gothrock) med storhetstid på 1990-talet. 
Bandet gav ut maxisingelskivan Autoskopia (1992), CD-maxiskivan Incision (1994), samt CD:n The Artificial Paradise (1995) innan man lade ner verksamheten 1995.
Deras skivbolag Preachers Cath Records är aktivt och har givit ut deras fullständiga diskografi i digitalt format från Spotify till iTunes.